# نلی آنانیان
نلی واختانگی آنانیان (ارمنی: Նելլի Վախթանգի Անանյան؛ انگلیسی: Nelli Ananyan؛ زادهٔ ۳ آوریل ۱۹۳۸ - درگذشته ۱۲ دسامبر ۲۰۱۱) تاریخ‌نگار ادبی و استاد اهل ارمنستان است.

## زندگی‌نامه
وی در ۳ آوریل ۱۹۳۸ در ایروان به دنیا آمد و از دانشگاه دولتی ایروان (۱۹۶۰) فارغ‌التحصیل گشت. وی دختر واختانگ آنانیان بود. وی در انستیتو دولتی سینما و تئاتر ایروان فعالیت می‌کرد.  وی در ۱۲ دسامبر ۲۰۱۱ در سن سالگی در ایروان درگذشت.

## یادداشت
1. ↑  բանասիրական գիտությունների դոկտոր